# Yeni Malatyaspor
Yeni Malatyaspor Kulübü, ze względów sponsorskich Yukatel Kayserispor Kulübü – turecki klub piłkarski, założony w 1986 roku i mający siedzibę w mieście Malatya.

## Sukcesy
- TFF 1. Lig
  - wicemistrzostwo (1): 2016/2017
- TFF 2. Lig
  - mistrzostwo (4): 1998/1999, 2000/2001, 2008/2009, 2014/2015

## Skład na sezon 2017/2018
| Nr | Poz. | Piłkarz                                  |
| -- | ---- | ---------------------------------------- |
| 3  | OB   | Dória (wypożyczony z Olympique Marsylia) |
| 4  | OB   | Gökhan Akkan                             |
| 7  | PO   | Michaël Pereira                          |
| 8  | PO   | Murat Yildirim                           |
| 9  | NA   | Khalid Boutaïb                           |
| 10 | PO   | Nacer Barazite                           |
| 11 | PO   | Eren Tozlu                               |
| 14 | PO   | Azubuike Okechukwu                       |
| 16 | OB   | Sadık Çiftpınar                          |
| 18 | OB   | Seth Sincere                             |
| 21 | NA   | Adem Büyük                               |
| 22 | OB   | Aly Cissokho                             |

| Nr | Poz. | Piłkarz                                 |
| -- | ---- | --------------------------------------- |
| 25 | BR   | Ertaç Özbir                             |
| 27 | OB   | Issam Chebake                           |
| 30 | BR   | Fabien Farnolle                         |
| 35 | PO   | Aytaç Kara (wypożyczony z Trabzonsporu) |
| 37 | OB   | Arturo Mina                             |
| 47 | PO   | Berk Yıldız                             |
| 77 | PO   | Rahman Çağıran                          |
| 87 | NA   | Issiar Dia                              |
| 88 | NA   | Emanuel Dening                          |
| 89 | NA   | Gilberto                                |
| 90 | PO   | Sadio Diallo                            |
| 97 | PO   | Mustafa Eskihellaç                      |

## Europejskie puchary
Legenda do wszystkich tabel:
- Q – runda eliminacyjna, 1/16, 1/8, 1/4, 1/2 – odpowiednia faza rozgrywek, Grupa – runda grupowa, 1r gr – pierwsza runda grupowa, 2r gr – druga runda grupowa, F – finał, R – runda, PO – play-off
- k. – rzuty karne, los. – losowanie, Dogr. – dogrywka, w. – zasada bramek strzelonych na wyjeździe

| Sezon   | Rozgrywki   | Runda | Klub             | Dom | Wyjazd | Ogólnie |
| ------- | ----------- | ----- | ---------------- | --- | ------ | ------- |
| 2019/20 | Liga Europy | 2Q    | Olimpija Lublana | 2–2 | 1–0    | 3–2     |
| 2019/20 | Liga Europy | 3Q    | Partizan         | 1–0 | 1–3    | 2–3     |